# Andarta
En la mitologia celta, Andarta era una deessa guerrera adorada al sud de la Gàl·lia.
Pot estar relacionada amb Andate, identificada com a «Victòria» en Britànnia segons l'historiador romà Cassi Dió, i va ser venerada especialment entre els Icens.

## Etimilogia
El significat del teònim (derivat de l'irlandès art, i del gal·lès arth) és de «Gran Ossa», i és similar al nom del rei Artús i de la deessa Artio; entre els celtes de l'antiguitat, l'os era l'animal emblemàtic de la reialesa. Igual que la deessa Artio, la seva imatge estava associada amb un os.

## Inscripcions
S'han trobat inscripcions dedicades a ella al sud de França i en Berna (Suïssa).
A la zona de la ciutat de Dia (Dea Augusta Vocontiorum), al sud de França, Andarta s'adorava gairebé exclusivament juntament amb la Dea Augusta, que tenia el mateix nom del lloc, i s'han trobat set dedicatòries: .
- CIL 12, 01554 Deae Andar/tae
- CIL 12, 01555 Deae Aug(ustae) / Anda[rtae] /
- CIL 12, 01556 Deae Aug(ustae) / Andartae / L(ucius) Carisius / Serenus / IIIIIIvir Aug(ustalis) / [v(otum)] s(olvit) l(ibens) m(erito)
- CIL 12, 01557 Deae Aug(ustae) / Andartae / T(itus) Dexius / Zosimus /
- CIL 12, 01558 De(ae) Aug(ustae) / Andartae / Q(uintus) Iul(ius) Anto/ninus // De(ae) Aug(ustae) / Andartae / M(arcus) Iulius / Theodorus
- CIL 12, 01559 Deae An/dartae / Aug(ustae) Sext(us) / Pluta[ti]us / Paternus / ex voto
- CIL 12, 01560 Deae Aug(ustae) / Andartae / M(arcus) Pomp(eius) / Primitivus / ex vot[o]